# 窗臺 (小說)
《窗臺》是一部由史蒂芬·金於1976年所著的短篇小說，當時發佈在閣樓雜誌上，後來收錄在短篇小說集《有時候，他們會回來》內，於1986年改編成電影《貓眼》的其中一段。

## 故事簡介
東尼是一名三流網球手，勾搭上黑幫老大克萊斯納的老婆，被克萊斯納找去談判。克萊斯納要脅東尼必須走過大樓外的窗臺，才回放過東尼。東尼千辛萬苦終於走過窗臺，但克萊斯納出爾反爾，更命令下屬用槍指向東尼。東尼奮勇反抗，奪回了手槍，結果東尼反要脅克萊斯納走過大樓外的窗臺。